# Pyrausta delicatalis
Pyrausta delicatalis là một loài bướm đêm trong họ Crambidae.